# 满洲舞台火灾
满洲舞台火灾發生於1937年2月13日（正月初三）滿洲國安東省安东县广济街的剧场“满洲舞台”，遇难者650人。
满洲舞台是一座戏园子（剧场），占地290坪（約958.68平方），外壁为砖砌，二层。内部为木结构，屋顶敷设镀锌板，天花板为木板涂漆。二层设包厢，有走廊。入场定员1,200人，是当地最大的剧场之一。
正月初三，滿洲舞台观众爆满，约1,700人入场，开演后正门关闭，以粗大的木门闩封锁。
在戏剧上演的过程中，西北侧后台一个房间里的炉子的火沿着烟囱燃烧到了天花板。当时使用此房间的演员恰好在台上演出，而无人察觉。等到火事被察觉时天花板已经全部起火。有剧场工作人员在此时试图灭火，但怕引起骚乱而未通知观众。火势渐长，工作人员认为无法灭火，于是大声呼叫，并向消防署报告火情。火势继续扩大，延烧到剧场大堂的天花板。全体观众试图逃命，但火势已盛。从发现火情到全场被火包围仅经过了5分钟。逃到正门前的观众试图开门，但门闩坚固，众人争相挤撞但未能开门。附近其他观众见状转而试图从附近窗口等处逃出。这时楼梯已因火势而倒塌，随着巨响大堂房顶和天花板也掉落，二层上的观众也随之摔落。
因火和掉落的房顶、天花板而遇难者约700人。:42—44